# Nikole Beckwith
Nikole Beckwith es una directora, guionista y dramaturga estadounidense. También ha actuado en vivo con un puñado de bandas y canta en el disco de 2005 de Tiger Saw, Sing! y el lanzamiento de Sam Rosen en 2006, "The Look South".

## Primeros años
Beckwith creció en Newburyport, Massachusetts. Desde los 16 años asistió a la Escuela Sudbury Valley en Framingham, Massachusetts. Mientras estuvo en Massachusetts, Beckwith estuvo involucrada con las comunidades de teatro, música y arte. En 2004, se convirtió en la ganadora más joven del Premio Johnson por la excelencia y las contribuciones a las artes en Merrimack Valley. Es autora de un breve libro de poemas, Rhymes With Blue, que Independent Submarine publicó en una edición limitada en 2001.
En 2006, se mudó a la ciudad de Nueva York. Beckwith fue tres veces campeona de Manhattan Monologue Slam y actualmente es miembro del grupo de dramaturgos YoungBlood de Ensemble Studio Theatre y de The Striking Viking Story Pirates.

## Carrera

### Películas
Escribió y dirigió el largometraje de Stockholm, Pennsylvania, sobre una joven que regresa a casa con sus padres biológicos después de vivir con su secuestrador durante 17 años. Se estrenó en el Festival de Cine de Sundance de 2015. La película fue adquirida por Lifetime y se estrenó en su canal de televisión el 2 de mayo de 2015. Su guion Stockholm, Pennsylvania, ganó una beca Nicholl en escritura de guiones en 2012. Escribió dos episodios de la segunda temporada de la serie original de Youtube Impulse en el 2019.
Beckwith escribió y dirigió la película Together Together sobre una joven solitaria que se convierte en madre sustituta gestacional de un hombre de unos 40 años. La película tuvo su estreno mundial en la sección de Competencia Dramática de Estados Unidos del Festival de Cine de Sundance el 31 de enero de 2021, y un estreno limitado en cines el 23 de abril de 2021.

### Teatro
Ha escrito varias obras de teatro. Sus obras de larga duración incluyen Everything Is Ours; Imagine My Sadness; Stockholm, Pennsylvania; y Untitled Matriarch Play (Or Seven Sisters). Beckwith también ha escrito muchas obras cortas, incluidas How it Tastes, Have Your Cake y Nice Place to Visit, que fue encargada por Old Vic New Voices.

## Vida personal
Beckwith divide su tiempo entre Massachusetts y Los Ángeles.